# Баркер, Грэм
Грэм Баркер (англ. Graeme Barker; род. 23 октября 1946) — британский археолог, преисторик. Disney Professor of Archaeology (эмерит) Кембриджа, член Британской академии (1999). Экс-директор McDonald Institute for Archaeological Research, а ныне его старший феллоу. Профессорский феллоу Колледжа Святого Иоанна, директор по исследованиям колледжа Корпус-Кристи. Прежде про-вице-канцлер Лестерского университета, директор British School at Rome, старший лектор Шеффилдского университета. Длительное время специализировался на неолитической революции. Лауреат премии Дэна Дэвида (2005). CBE (2015). Также отмечен Field Discovery Award Шанхайского археологического форума и Antiquity Prize (2021).
Изучал преисторическую археологию в Колледже Святого Иоанна (1965) и там же получал докторскую степень PhD. Он переключился на археологию во время своего бакалаврата, испытав влияние Колина Ренфрю.
В 2004 вернулся в Кембридж, став Disney Professor of Archaeology и директором McDonald Institute for Archaeological Research (обе эти должности оставил в 2014), а также феллоу Колледжа Святого Иоанна.
Феллоу Лондонского общества древностей (1979) и Королевского географического общества (FRGS).
Почётный доктор Шеффилдского университета, на кафедре археологии которого некогда начал свою академическую карьеру лектором. Затем директор British School at Rome, а после — профессор и глава школы археологии и античной истории Лестерского университета, где в 2003 стал одним из трех про-вице-канцлеров.
Почетный доктор Лестерского университета (2019). В 2000—2004 президент Prehistoric Society. Член редколлегий Cambridge University Press ‘Manuals in Archaeology’, Leicester University Press, Journal of Mediterranean Archaeology.
Проводил полевые исследования в Великобритании, Италии, Ливии, Иордании, Мозамбике и Борнео.
С 2015 руководит раскопками в пещере Шанидар. С 2007 проводил раскопки Haua Fteah.
Опубликовал более 20 книг и 200 статей.
Автор The Agricultural Revolution in Prehistory: why did foragers become farmers? (2005). Соредактор Why Cultivate? Archaeological and Anthropological Approaches to Foraging-Farming Transitions in Southeast Asia (2011).
Публиковался в Antiquity, Journal of Human Evolution.
- The agricultural revolution in prehistory: Why did foragers become farmers? — Oxford etc.: Oxford univ. press, 2009. — XVI, 598 p.